# Ignacy Zajączkowski
Ignacy Zajączkowski (rok urodzenia nieznany, zm. 1847 w Krakowie) – radca sądu krakowskiego, sędzia śledczy specjalizujący się w tropieniu spisków politycznych, prezes c. k. komisji kryminalnej w Krakowie.

## Życiorys
W służbie sądowniczej przeszedł wszystkie szczeble od aktuariusza do c. k. radcy sądowego. Brał udział w najważniejszych w tym czasie procesach galicyjskich: sprawie Józefa Zaliwskiego, Ossolineum, studentów samborskich, Jana Tyssowskiego.
Spiskowcy wydali na niego wyrok śmierci, jednak długo nie mogli go wykonać, ponieważ Zajączkowski bardzo dbał o swoje bezpieczeństwo. Od zamachu na życie komisarza policji w Przemyślu Gutha w 1839, prawie nigdzie nie ruszał się bez ochrony policjanta.
Został zabity wieczorem, strzałem w głowę, na krakowskich Plantach, kiedy wracał z biura policji do domu przy ulicy Gołębiej. Policjant ochraniający Zajączkowskiego na odgłos strzału położył się na ziemi. Nieznane są nazwiska zamachowców, ani organizacja spiskowa, z jakiej się wywodzili.